# 2015年MTV音乐录影带大奖
2015年MTV音乐录影带大奖颁奖典礼于2015年8月30日在美国加利福尼亚州洛杉矶微软剧院举行，典礼由美国歌手、演员麦莉·赛勒斯主持。这也是这项大奖继2012年由凯文·哈特主持之后，在三年内首次由特定主持人主持颁奖典礼。本届大奖的提名于2015年7月21日通过Apple Music的网络音乐电台Beats 1正式公布。其中，若将专业奖项纳入计算，美国歌手泰勒·斯威夫特获得九项提名，是获提名最多的艺人；英国歌手艾德·希兰获得六项提名，位居第二。若计入以合作艺人身份获得的提名，则是肯德里克·拉马尔获得最多提名，其后是泰勒·斯威夫特、艾德·希兰与碧昂丝。本届大奖的奖杯由美国设计师杰里米·斯科特重新设计。
颁奖典礼当晚开始前，泰勒·斯威夫特在暖场环节首播了自己新单曲《狂野的梦》的音乐录影带。麦莉·赛勒斯也在当晚最后表演了自己的新单曲，同时宣布自己将发行专辑《Miley Cyrus & Her Dead Petz》，免费提供下载。坎耶·韦斯特在当晚获得迈克尔·杰克逊音乐录像带先锋奖，由泰勒·斯威夫特颁发。坎耶·韦斯特在获奖感言中笑称自己将参加2020年美国总统选举。泰勒·斯威夫特在本届大奖中获得四个奖项，其中包括“年度音乐录影带大奖”和“最佳女歌手录影带”，成为当晚获奖最多的歌手。
本届颁奖典礼的收视创下自1994年开始统计以来，MTV音乐录影带大奖历史上的最低纪录。根据统计机构尼尔森（Nielsen）的数据，本届颁奖典礼在MTV频道仅有503万观众收看，而在维亚康姆旗下其他频道收看同步直播的观众人数达到980万。此前的最低纪录是在1996年，当年在MTV频道收看颁奖典礼的仅有507万观众。同时，本届颁奖典礼还创下了“全美推特纪录”，整场典礼共有220万人发表了2,140万条相关推文，成为美国电视史上观众发表推文最多的非体育赛事节目。

## 提名和获奖名单
本届大奖的提名于2015年7月21日通过Apple Music的网络音乐电台Beats 1正式公布，而通过社交媒体投票选出的“最佳夏日歌曲”的提名则于8月18日公布。以下列出完整的提名名单，粗体显示为获奖者。

### 年度音乐录影带大奖
泰勒·斯威夫特（ft. 肯德里克·拉马尔） – 《Bad Blood》
- 碧昂丝 – 《7/11》
- 艾德·希兰 – 《Thinking Out Loud》
- 马克·朗森（ft. 布鲁诺·马尔斯） – 《Uptown Funk》
- 肯德里克·拉马尔 – 《Alright》

### 最佳男歌手录影带
马克·朗森（ft. 布鲁诺·马尔斯） – 《Uptown Funk》
- 艾德·希兰 – 《Thinking Out Loud》
- 肯德里克·拉马尔 – 《Alright》
- The Weeknd – 《Earned It》
- 尼克·乔纳斯 – 《Chains》

### 最佳女歌手录影带
泰勒·斯威夫特 – 《Blank Space》
- 碧昂丝 – 《7/11》
- 妮琪·米娜 – 《Anaconda》
- 希雅 – 《Elastic Heart》
- 艾丽·高登 – 《Love Me Like You Do》

### 最佳嘻哈录影带
妮琪·米娜 – 《Anaconda》
- Fetty Wap（英语：Fetty Wap） – 《Trap Queen》
- 肯德里克·拉马尔 – 《Alright》
- 维兹·卡利法（ft. 查理·普斯） – 《See You Again》
- 大肖恩（ft. E-40（英语：E-40）） – 《I Don't Fuck With You》

### 最佳流行录影带
泰勒·斯威夫特 – 《Blank Space》
- 碧昂丝 – 《7/11》
- 艾德·希兰 – 《Thinking Out Loud》
- 马克·朗森（ft. 布鲁诺·马尔斯） – 《Uptown Funk》
- 魔力红 – 《Sugar》

### 最佳摇滚录影带
打倒男孩 – 《Uma Thurman》
- 赫齊爾 – 《Take Me to Church》
- 芙蘿倫絲機進份子 – 《Ship To Wreck》
- 月球漫步樂團 – 《Shut Up and Dance》
- 北極潑猴 – 《Why'd You Only Call Me When You're High?》

### 最值得关注新人
Fetty Wap – 《Trap Queen》
- 万斯·乔伊 – 《Riptide》
- 喬治·艾茲拉 – 《Budapest》
- 詹姆斯·貝 – 《Hold Back The River》
- FKA Twigs – 《Pendulum》

### 最佳合作
泰勒·斯威夫特（ft. 肯德里克·拉马尔） – 《Bad Blood》
- 马克·朗森（ft. 布鲁诺·马尔斯） – 《Uptown Funk》
- 维兹·卡利法（ft. 查理·普斯） – 《See You Again》
- 爱莉安娜·格兰德 & The Weeknd – 《Love Me Harder》
- 洁西·J、爱莉安娜·格兰德与妮琪·米娜 – 《Bang Bang》

### 最佳社会意义录影带
大肖恩（ft. 肯伊·威斯特与约翰传奇） – 《One Man Can Change the World》
- 珍妮佛·哈德遜 – 《I Still Love You》
- 蔻比·凱蕾 – 《Try》
- 蕾哈娜 – 《American Oxygen》
- 威尔 – 《The White Shoes》

### 最佳艺术指导
史努比狗狗 – 《So Many Pros》（艺术指导：Jason Fijal）
- 泰勒·斯威夫特（ft. 肯德里克·拉马尔） – 《Bad Blood》（艺术指导：Charles Infante）
- 杰克·怀特 – 《Would You Fight For My Love》（艺术指导：Jeff Peterson）
- 化學兄弟 – 《Go》（艺术指导：米歇·龔德里）
- 史奇雷克斯 & Diplo（ft. 贾斯汀·比伯） – 《Where Are U Now》（艺术指导：Brewer）

### 最佳编舞
OK Go – 《I Won't Let You Down》（编舞：OK Go、air:man、Mori Harano）
- 碧昂丝 – 《7/11》（编舞：碧昂丝、Chris Grant；附加编舞：Gabriel Valenciano）
- 切特·法克爾（英语：Chet Faker） – 《Gold》（编舞：Ryan Heffington）
- 艾德·希兰 – 《Don't》（编舞：Nappytabs）
- 飛蓮之音（英语：Flying Lotus）（ft. 肯德里克·拉马尔） – 《Never Catch Me》（编舞：Keone Madrid、Mari Madrid）

### 最佳摄影
飛蓮之音（ft. 肯德里克·拉马尔） – 《Never Catch Me》（摄影指导：Larkin Sieple）
- 艾德·希兰 – 《Thinking Out Loud》（摄影指导：Daniel Pearl）
- 泰勒·斯威夫特（ft. 肯德里克·拉马尔） – 《Bad Blood》（摄影指导：Christopher Probst）
- FKA Twigs – 《Two Weeks》 （摄影指导：Justin Brown）
- Alt-J – 《Left Hand Free》 （摄影指导：Mike Simpson）

### 最佳导演
肯德里克·拉马尔 – 《Alright》（导演：Colin Tilley & The Little Homies）
- 泰勒·斯威夫特（ft. 肯德里克·拉马尔） – 《Bad Blood》（导演：Joseph Kahn）
- 马克·朗森（ft. 布鲁诺·马尔斯） – 《Uptown Funk》（导演：布鲁诺·马尔斯、Cameron Duddy）
- 赫齊爾 – 《Take Me to Church》（导演：Brendan Canty、Conal Thomson）
- Childish Gambino – 《Sober》（导演：Hiro Murai）

### 最佳剪辑
碧昂丝 – 《7/11》（剪辑：碧昂丝、Ed Burke、Jonathan Wing）
- 艾德·希兰 – 《Don't》（剪辑：Jacquelyn London）
- 泰勒·斯威夫特（ft. 肯德里克·拉马尔） – 《Bad Blood》（剪辑：Chancler Haynes at Cosmo Street）
- A$AP Rocky – 《L$D》（剪辑：Dexter Navy）
- 史奇雷克斯 & Diplo（ft. 贾斯汀·比伯） – 《Where Are U Now》（剪辑：Brewer）

### 最佳视觉效果
史奇雷克斯 & Diplo（ft. 贾斯汀·比伯） – 《Where Are U Now》（视觉特效：Brewer）
- 泰勒·斯威夫特（ft. 肯德里克·拉马尔） – 《Bad Blood》（视觉特效：Ingenuity Studios）
- FKA Twigs – 《Two Weeks》（视觉特效：Gloria FX、Tomash Kuzmytskyi、Max Chyzhevskyy）
- Childish Gambino – 《Telegraph Ave.》（视觉特效：Gloria FX）
- 造物主泰勒 – 《Fucking Young/Death Camp》（视觉特效：Gloria FX）

### 最佳夏日歌曲
五秒盛夏 – 《She's Kinda Hot》
- 五佳人 – 《Worth It》
- Major Lazer – 《Lean On》
- OMI（英语：OMI (singer)） – 《Cheerleader》
- 泰勒·斯威夫特 – 《Bad Blood》
- 大卫·库塔（ft.妮琪·米娜） – 《Hey Mama》
- Fetty Wap（英语：Fetty Wap） – 《My Way》
- 史奇雷克斯 & Diplo（ft. 贾斯汀·比伯） – 《Where Are U Now》
- Silento（英语：Silento） – 《Watch Me》
- 黛米·洛瓦托 – 《Cool For the Summer》
- The Weeknd – 《Can’t Feel My Face》
- 賽琳娜·戈梅茲（ft. A$AP Rocky – 《Good For You》

### 迈克尔·杰克逊音乐录像带先锋奖
- 肯伊·威斯特[17]

## 现场表演
| 艺人                                                                   | 表演歌曲                                                      |          |
| 暖场表演                                                               | 暖场表演                                                      | 暖场表演 |
| ---------------------------------------------------------------------- | ------------------------------------------------------------- | -------- |
| 月球漫步樂團                                                           | Shut Up and Dance Different Color                             |          |
| 托德里克·霍尔                                                          | （翻唱年度音乐录影带大奖提名歌曲） Uptown Funk 7/11 Bad Blood |          |
| 尼克·乔纳斯                                                            | Levels                                                        |          |
| 正式表演                                                               |                                                               |          |
| 妮琪·米娜 泰勒·斯威夫特                                                | Trini Dem Girls The Night Is Still Young Bad Blood            |          |
| 麥可莫与萊恩·路易斯 埃里克·奈利 Melle Mel Kool Moe Dee Grandmaster Caz | Downtown （在洛杉矶市区奥芬剧院外露天现场表演）               |          |
| The Weeknd                                                             | Can't Feel My Face                                            |          |
| 黛米·洛瓦托 伊基·阿塞莉娅                                              | Cool for the Summer （在洛杉矶市区奥芬剧院外露天现场表演）    |          |
| 贾斯汀·比伯                                                            | Where Are U Now What Do You Mean?                             |          |
| 托莉·凱利                                                              | Should've Been Us                                             |          |
| 法瑞尔·威廉姆斯                                                        | Freedom （在洛杉矶市区奥芬剧院外露天现场表演）                |          |
| Twenty One Pilots A$AP Rocky                                           | HeavyDirtySoul M'$ Message Man Lane Boy L$D                   |          |
| 麦莉·赛勒斯                                                            | Dooo It!                                                      |          |

## 出场嘉宾
- 布兰妮·斯皮尔斯 — 颁发最佳男歌手录影带奖
- 杰瑞德·莱托 — 介绍The Weeknd出场表演
- 瑞贝尔·威尔森 — 颁发最佳嘻哈录影带奖
- 大肖恩与尼克·乔纳斯 — 颁发最佳女歌手录影带奖
- 海莉·史坦菲德 — 在奥芬剧院外介绍黛米·洛瓦托出场表演
- 塞拉娅·麦克尼尔（英语：Serayah McNeill）与朱西·斯莫利特（英语：Jussie Smollett） — 颁发最佳社会意义录影带奖
- 尼欧与凯莉·詹娜 — 介绍托莉·凱利出场表演
- 泰勒·斯威夫特 — 颁发迈克尔·杰克逊音乐录像带先锋奖
- 约翰传奇 — 在奥芬剧院外介绍法瑞尔·威廉姆斯表演
- 瑞塔·欧拉与艾蜜莉·瑞特考斯基 — 颁发最值得关注新人奖
- 馬吉爾（英语：Miguel (singer)）与吉吉·哈蒂德 — 介绍Twenty One Pilots与A$AP Rocky出场表演
- 艾斯·库伯与小奥希亚·杰克逊 — 颁发年度音乐录影带大奖
- The Happy Hippie基金会成员：Tyler Ford、Leo Sheng、Gigi Gorgeous、Greta Gustava Martela、Nina Chaubal、Precious Davis、Myles Brady、Mariana Marroquin、Alexander Schmider、AJ Lehman、Brendan Jordan、Hailey Jordan — 介绍麦莉·赛勒斯出场表演[18]